# Oplachantha formosa
Oplachantha formosa är en tvåvingeart som beskrevs av Günther Enderlein 1921. Oplachantha formosa ingår i släktet Oplachantha och familjen vapenflugor.
Artens utbredningsområde är Colombia. Inga underarter finns listade i Catalogue of Life.